# 유웅환
유웅환(柳雄桓/Woong Hwan RYU, 1971년 5월 24일 ~ )는 대한민국의 공공기관인으로, 현재 한국벤처투자 대표이사로 재직중이다. 제20대 대통령직인수위원회 인수위원을 지냈다. 인텔·삼성전자·현대자동차를 거친 반도체 엔지니어 출신으로 SK텔레콤 ESG혁신그룹장(부사장)을 역임했다.
2022년 3월 제20대 대통령직인수위원회 경제2분과 인수위원이 되어 대한민국 ESG 혁신 방안을 마련해줄 것으로 기대된다.
제19대 대통령 선거 당시 더불어민주당 문재인 대선후보 캠프에 영입되어, 문재인 정부의 '사람중심 4차산업혁명' 기본 틀을 설계한 바 있다.

## 학력
- UC Berkeley Haas 경영대학 최고경영자과정 수료
- 한국과학기술원 전기전자공학 석·박사
- 광운대학교 컴퓨터공학 학사
- 대일외고

## 경력
- 제20대 대통령직인수위원회 경제2분과 인수위원
- SK텔레콤 ESG혁신그룹장(부사장)
- SK텔레콤 사회적가치혁신센터장
- 기획재정부 혁신성장 위원(혁신벤처분과)
- 동반성장위원회 정책위원회 위원장
- 카이스트 창업원 연구 정교수
- 싱가포르 국영연구소 객원연구원
- 미국 전기전자공학회(IEEE) 시니어 회원
- 현대자동차 제어기선행검증 TFT 장
- 삼성전자 반도체사업부 상무
- 삼성전자 수석연구원
- 인텔 수석매니저
- 인텔 엔지니어

## 수상
- 벤처창업진흥 유공 포상 창업활성화분야 SK telecom True Innovation 대통령표창 수상(SK텔레콤 사회적가치혁신 센터)
- IEEE 석학(IEEE Fellow) 4년 연속 추천(2013~2016년)